# Charváty
Charváty je selo i općina okrugu od Olomouca u Češkoj Republici.
1. siječnja 2006. tu je živjelo 799 osoba, među kojima 387 muškaraca i 412 žena. Prosječna dob u selu je 37,2 godine (muškarci 36,7 godine, žene 37,6 godine).
Općina se prostire na površinu od 8,88 kvadratnih kilometara 
Charváty se nalazi oko 9 km južno od Olomouca i 214 km istočno od Praga.